# Аллан, Скотт
Скотт А́ллан (англ. Scott Allan; 28 ноября 1991, Глазго, Шотландия) — шотландский футболист. Атакующий полузащитник шотландского клуба «Хиберниан». Бывший игрок молодёжной сборной Шотландии.

## Ранние годы
Скотт родился 28 ноября 1991 года в крупнейшем городе Шотландии — Глазго. Образование получил в академии «Росс Холл» (англ. Ross Hall Academy), расположенной в Крукстоне — юго-западном районе города.

## Клубная карьера
В возрасте десяти лет Аллан начал обучаться футбольному мастерству в Академии клуба «Данди Юнайтед». Успешно пройдя путь от самой младшей до дублирующей команды «арабов», в январе 2008 года Аллан подписал с «оранжево-чёрными» свой первый профессиональный контракт. В сентябре того же года полузащитник принял участие в финальном поединке Кубка Форфаршира, в котором «оранжево-чёрные» уступили «Монтрозу» со счётом 1:4. Сезоны 2008/09 и 2009/10 Аллан провёл в резервной команде «Юнайтед», изредка появляясь в заявках на официальные матчи первого состава «Данди».
В сентябре 2010 года Скотт по арендному соглашению сроком на месяц перебрался в клуб «Форфар Атлетик». Дебют полузащитника в официальном матче за «небесно-голубых» состоялся 2 октября, когда его команда в рамках турнира Второго дивизиона Шотландии встречалась с «Аллоа Атлетик». 30 октября Скотт забил первый гол в своей профессиональной карьере, поразив ворота «Ливингстона».
По возвращении в «Юнайтед» Аллан вновь прочно осел на скамье запасных. 14 июля 2011 года Скотт наконец дебютировал в первом составе «Данди», в тот день «арабы» в поединке Лиги Европы УЕФА играли против польского клуба «Шлёнск». 31 июля полузащитник впервые вышел в основном составе «оранжево-чёрных» и провёл 83 минуты поединка с «Харт оф Мидлотиан». 22 сентября в прессе появились сообщения, что переговоры между руководством «Данди» и футболистом по поводу нового контракта Аллана зашли в тупик. Причиной разногласий стали непомерные по мнению «арабов» финансовые запросы Скотта — он просил установить ему новую зарплату в размере 1600 фунтов в неделю, что делало бы его третьим футболистом «Юнайтед» по высокооплачиваемости. После этого интерес к молодому игроку выразили глазговские «Селтик» и «Рейнджерс», а также английский «Ньюкасл Юнайтед», готовые заплатить за переход талантливого хавбека в свои ряды сумму в районе 450 тысяч фунтов. В декабре в прессе появилась информация, что «Данди» приняли окончательное решение об отъезде Аллана из клуба в зимнее трансферное окно. Наиболее вероятными новыми работодателями назывались «Вест Бромвич Альбион» и «Рейнджерс», предложившие «Юнайтед» 300 тысяч фунтов. 6 января Аллан отправился в расположение «дроздов» для прохождения медицинского осмотра и согласования условий личного контракта. Окончательно переход полузащитника в «Вест Бромвич» был завершён 9 января.
23 февраля 2012 года Аллан на правах месячной аренды пополнил состав клуба «Портсмут». Через два дня Скотт впервые защищал цвета «помпи» в официальной встрече — в тот день его команда состязалась с «Лидс Юнайтед». 22 марта ссуда хавбека на «Фраттон Парк» была продлена ещё на месяц. 17 апреля Аллан отметился первым (и, как оказался впоследствии, единственным) мячом в рядах «Портсмута», нанеся точный результативный удар в матче против «Кристал Пэлас».
29 сентября того же года полузащитник был вновь отдан в аренду сроком на месяц — новым временным работодателем шотландца стал клуб «Милтон-Кинс Донс». В тот же день Аллан, заменив Люка Чедвика в матче с командой «Кру Александра», дебютировал в первом составе бакингемширцев. 29 октября Скотт во второй раз в своей карьере был отдан «помпи» в ссуду «Портсмуту». 21 декабря 2012 года срок аренды был продлен до 4 января 2013 года.
19 июля 2013 года Аллан был отдан в аренду «Бирменгем Сити» на сезон 2013/2014. После дебютных матчей в августе Аллан не попадал в основной состав «Бирменгема» вплоть до конца сезона, сыграв в двух из трех последних матчей.
По окончании сезона «Вест Бромвич» не стал продлевать с ним контракт, в результате Аллан подписал двухлетнее соглашение с клубом «Хиберниан» в июле 2014 года.

### «Хиберниан»
Аллан дебютировал за «Хибс» 5 августа 2014 года, выйдя на замену в дополнительное время матча с «Рейнджерс» в Шотландском кубке вызова. Свой дебют в лиге за «Хибс» он совершил 17 августа, выйдя на замену в матче с «Хартс». Аллан вскоре стал основным игроком команды, а после того, как он забил свой первый гол за клуб в матче против «Дамбартона» в ноябре, главный тренер Алан Стаббс сообщил, что, по его мнению, Аллан «на голову выше многих, с кем ему приходится играть». Аллан по завершении сезона получил награду «Игрок года в Чемпионшипе по версии футболистов Шотландской профессиональной футбольной ассоциации».

### «Селтик»
14 августа 2015 года Аллан подписал четырехлетний контракт с чемпионом шотландской премьер-лиги «Селтиком». Он дебютировал за клуб 22 августа, выйдя на замену во втором тайме матча с «Данди Юнайтед». Через неделю Аллан дебютировал на «Селтик Парк», сыграв 10 минут в матче с «Сент-Джонстоном».
В сезоне 2015-16 Аллан сыграл 17 матчей во всех турнирах за «Селтик».

#### Аренда в «Ротерхэм»
В сезоне 2016-17 Аллан был отдан в аренду в команду английского Чемпионшипа «Ротерхэм Юнайтед». Аллан был отстранен от игры за основной состав в октябре 2016 года, а главный тренер Алан Стаббс публично критиковал игрока за недостаток усилий. После этого Аллан сыграл еще только в трех матчах, а затем вернулся в «Селтик» в конце сезона.

#### Аренда в «Данди» и возвращение в «Хиберниан»
В июне 2017 года Скотт Аллан на правах годичной аренды перешел в клуб «Данди». Он дебютировал за клуб 18 июля в Кубке шотландской лиги, оформив две голевых передачи. Его аренда в «Данди» была прервана в январе 2018 года, так как «Данди», «Селтик» и «Хиберниан» обменяли трех игроков.
31 января 2018 года Аллан во второй раз подписал контракт с «Хибернианом», перейдя на правах аренды до конца сезона.
По окончании аренды Аллан ненадолго вернулся в «Селтик», где не выходил на поле за основную команду, участвуя только в предсезонных товарищеских матчах и матчах резервной команды.

### «Арброт»
17 августа 2022 года Аллан подписал двухлетнее соглашение с командой «Арброт», выступающей в чемпионате Шотландии.

## Карьера в сборной
С 2007 года Аллан защищает цвета различных юношеских сборных Шотландии. В период с 2011 по 2012 год он являлся игроком национальной молодёжной команды, в составе которой дебютировал 10 августа 2011 года в поединке против сверстников из Норвегии.

## Личная жизнь
4 ноября 2010 года полиция Шотландии предъявила обвинения Аллану за драку на улице Куин Стрит (англ. Queen Street) в Глазго, в результате которой в больнице с тяжёлыми травмами оказались двое жителей города. В конфликте также приняли участие другие футболисты «Данди Юнайтед» — Дэнни Суонсон, Барри Дуглас, Дэвид Гудвилли и бывшие игроки «арабов» Мэттью Флинн и Джон Фрил. 24 июня 2011 года все обвинения со спортсменов были сняты за недостаточностью доказательств.

## Клубная статистика/
| Клуб                        | Сезон                       | Чемпионат | Чемпионат | Кубок | Кубок | Кубок Лиги | Кубок Лиги | Еврокубки | Еврокубки | Итого | Итого |
| Клуб                        | Сезон                       | Игры      | Голы      | Игры  | Голы  | Игры       | Голы       | Игры      | Голы      | Игры  | Голы  |
| --------------------------- | --------------------------- | --------- | --------- | ----- | ----- | ---------- | ---------- | --------- | --------- | ----- | ----- |
| Форфар Атлетик              | 2010/11                     | 4         | 1         | —     | —     | —          | —          | —         | —         | 4     | 1     |
| Всего за «Форфар Атлетик»   | Всего за «Форфар Атлетик»   | 4         | 1         | 0     | 0     | 0          | 0          | 0         | 0         | 4     | 1     |
| Данди Юнайтед               | 2011/12                     | 8         | 0         | —     | —     | —          | —          | 1         | 0         | 9     | 0     |
| Всего за «Данди Юнайтед»    | Всего за «Данди Юнайтед»    | 8         | 0         | 0     | 0     | 0          | 0          | 1         | 0         | 9     | 0     |
| Портсмут                    | 2011/12                     | 15        | 1         | —     | —     | —          | —          | —         | —         | 15    | 1     |
| Портсмут                    | 2012/13                     | 9         | 1         | 1     | 0     | —          | —          | —         | —         | 10    | 1     |
| Всего за «Портсмут»         | Всего за «Портсмут»         | 24        | 2         | 1     | 0     | 0          | 0          | 0         | 0         | 25    | 2     |
| Милтон-Кинс Донс            | 2012/13                     | 4         | 0         | —     | —     | —          | —          | —         | —         | 4     | 0     |
| Всего за «Милтон Кинс Донс» | Всего за «Милтон Кинс Донс» | 4         | 0         | 0     | 0     | 0          | 0          | 0         | 0         | 4     | 0     |
| Всего за карьеру            | Всего за карьеру            | 40        | 3         | 1     | 0     | 0          | 0          | 1         | 0         | 42    | 3     |

(откорректировано по состоянию на 4 января 2013)